# تشاي سيو جين
تشاي سيو جين (بالكورية: 채서진)‏ هي ممثلة كورية جنوبية. ولدت يوم 30 أبريل 1994 في جوانج يانج في كوريا الجنوبية.

## روابط خارجية
- تشاي سيو جين على موقع IMDb (الإنجليزية)
- تشاي سيو جين على موقع قاعدة بيانات الفيلم (الإنجليزية)